# Paraleptomesochra minima
Paraleptomesochra minima is een eenoogkreeftjessoort uit de familie van de Ameiridae. De wetenschappelijke naam van de soort is voor het eerst geldig gepubliceerd in 1967 door Wells.